# King Salmon (Egegik)
Pour les articles homonymes, voir King Salmon (homonymie).
La rivière King Salmon est un cours d'eau d'Alaska, aux États-Unis situé dans le Borough de Lake and Peninsula. C'est un affluent de la rivière Egegik.

## Description
Longue de 60 milles (97 km), elle prend sa source au confluent des ruisseaux Contact et Takayofo, au sud-ouest du parc national et réserve de Katmai et coule en direction de l'ouest-nord-ouest pour se jeter dans la rivière Egegik sur la côte de la péninsule d'Alaska à 37 milles (60 km) au sud-ouest de Naknek dans la baie de Bristol.
Son nom a été référencé en 1902.

## Sources
- (en) « King Salmon (Egegik) », Geographic Names Information System